# POISON (布袋寅泰の曲)
「POISON」（ポイズン）は、布袋寅泰の楽曲である。1995年1月25日に東芝EMIより通算9枚目のシングルとして発売された。

## 概要
1988年から続いた「GUITARHYTHMプロジェクト」の「最強・最後のシングル」としてリリース。
布袋自身がターニングポイントとなった楽曲として頻繁に挙げている。
このシングルを境に、後年の本人をして「チャートに挑んだ時期」に突入していく。
布袋自身が歌唱した楽曲では最大のヒット曲となった。

## 収録曲
| 全作詞: 森雪之丞、全作曲・編曲: 布袋寅泰。 |                                                |          |            |      |
| #                                          | タイトル                                       | 作詞     | 作曲・編曲 | 時間 |
| 1.                                         | 「POISON」                                     | 森雪之丞 | 布袋寅泰   | 4:28 |
| 2.                                         | 「COOL CAT」(ホーン・アレンジメント：村田陽一) | 森雪之丞 | 布袋寅泰   | 3:44 |
| 合計時間:                                  | 合計時間:                                      | 8:12     |            |      |

## 曲解説
1. POISON
三貴『ブティックJOY』CFソング。
1991年「GUITARHYTHM activeツアー」から続いていたバンドメンバーはキーボードの小森茂生以外は参加しておらず、ベースプレイもすべて布袋による。サウンドは「音の塊」を意識したモノラル定位のミックスとなっている。
作詞は森雪之丞が手がけており、森は「もし布袋が僕の言葉を欲していなかったら『POISON』は生まれなかった」と語っている[2]。
中野裕之がPVを担当した[3]。以後中野は布袋作品のPVを数多く手掛け、また布袋も後年中野が監督を務めた映画『SF サムライ・フィクション』への出演及び音楽監督を手掛けている。
リリース直後の『ミュージックステーション』出演時、ギターは持たずマイクスタンドを持ちながらの歌唱であった。
2006年、ポルノグラフィティが森雪之丞の作詞作品でのトリビュート・アルバム『Words of 雪之丞』にてカバーした[2]。また、相川七瀬のカバーアルバム『ROCK MONSTER』（2023年11月8日発売）でも取り上げられており、MVも制作されている[4]。
2. COOL CAT

## 収録アルバム
POISON
- GUITARHYTHM FOREVER Vol.1
- J-NOW
- SPACE COWBOY SHOW
- GREATEST HITS 1990-1999
- NOW JAPAN BEST
- TONIGHT I'M YOURS
- ROCK THE FUTURE TOUR 2000-2001
- 布袋寅泰 ライブ in 武道館
- MONSTER DRIVE PARTY!!!
- ALL TIME SUPER BEST
- 51 Emotions -the best for the future-

COOL CAT
- B-SIDE RENDEZ-VOUS